# Dochowo
Dochowo [pronunciación en polaco: /dɔˈxɔvɔ/] (en alemán: Dochow) es un pueblo en el distrito administrativo de Gmina Główczyce, dentro del condado de Słupsk, Voivodato de Pomerania, en el norte de Polonia. Se encuentra a unos 7 kilómetros al sur de Główczyce, a 27 kilómetros al noreste de Słupsk, y a 83 kilómetros al oeste de la capital regional Gdańsk.
El pueblo tiene una población de 51 habitantes.